# Xã Lonoke, Quận Lonoke, Arkansas
Xã Lonoke (tiếng Anh: Lonoke Township) là một xã thuộc quận Lonoke, tiểu bang Arkansas, Hoa Kỳ. Năm 2010, dân số của xã này là 5.191 người.